# Pterochroa funerea
Pterochroa funerea är en spindelart som först beskrevs av Raymond Comte de Dalmas 1921.  Pterochroa funerea ingår i släktet Pterochroa och familjen plattbuksspindlar. Inga underarter finns listade i Catalogue of Life.